# Буртівська сільська рада (Кагарлицький район)
| Буртівська сільська рада — колишній орган місцевого самоврядування у Кагарлицькому районі Київської області з адміністративним центром у с. Бурти. Історична дата утворення: в 1919 році. Сільській раді були підпорядковані населені пункти: - с. Бурти - с. Очеретяне |

## Склад ради
Рада складалася з 16 депутатів та голови.

### Керівний склад ради
| ПІБ                             | Основні відомості                                                                  | Дата обрання | Дата звільнення |
| ------------------------------- | ---------------------------------------------------------------------------------- | ------------ | --------------- |
| Новожицький Віталій Олексійович | Сільський голова, 1953 року народження, освіта, член Соціалістичної партії України | 26.03.2006   | 31.10.2010      |
| Чернявський Анатолій Васильович | Сільський голова, 1978 року народження, освіта вища, член Партії регіонів          | 31.10.2010   |                 |

Примітка: таблиця складена за даними джерела